# Waregem
Waregem este un oraș neerlandofon situat în provincia Flandra de Vest, regiunea Flandra din Belgia. La 1 ianuarie 2008 avea o populație totală de 35.963 locuitori. 

## Geografie
Comuna actuală Waregem a fost formată în urma unei reorganizări teritoriale în anul 1977, prin înglobarea într-o singură entitate a ??? comune învecinate. Suprafața totală a comunei este de 44,34 km². Comuna este subdivizată în secțiuni, ce corespund aproximativ cu fostele comune de dinainte de 1977. Acestea sunt:
| - I. Waregem - V. Nieuwenhove - II. Sint-Eloois-Vijve - III. Desselgem - IV. Beveren |

Localitățile limitrofe sunt:
| - Comuna Anzegem: - a. Anzegem - b. Ingooigem - c. Vichte - Comuna Deerlijk: - d. Deerlijk - Comuna Harelbeke: - e. Harelbeke - f. Bavikhove | - Comuna Wielsbeke: - g. Ooigem - h. Wielsbeke - i. Sint-Baafs-Vijve - Comuna Zulte: - j. Zulte - Comuna Kruishoutem: - k. Kruishoutem - l. Nokere - Comuna Wortegem-Petegem: - m. Wortegem |

## Localități înfrățite
- Rwanda: Ngarama;
- Ungaria: Szekszárd;
- Spania: Jerez;
- Cehia: Pardubice.